# Cleveland (Missouri)
Cleveland é uma cidade localizada no estado americano de Missouri, no Condado de Cass.

## Demografia
Segundo o censo americano de 2000, a sua população era de 592 habitantes.
Em 2006, foi estimada uma população de 676, um aumento de 84 (14.2%).

## Geografia
De acordo com o United States Census Bureau tem uma área de
4,1 km², dos quais 4,1 km² cobertos por terra e 0,0 km² cobertos por água.

## Localidades na vizinhança
O diagrama seguinte representa as localidades num raio de 16 km ao redor de Cleveland.